# Liste der Lieder von Body Count

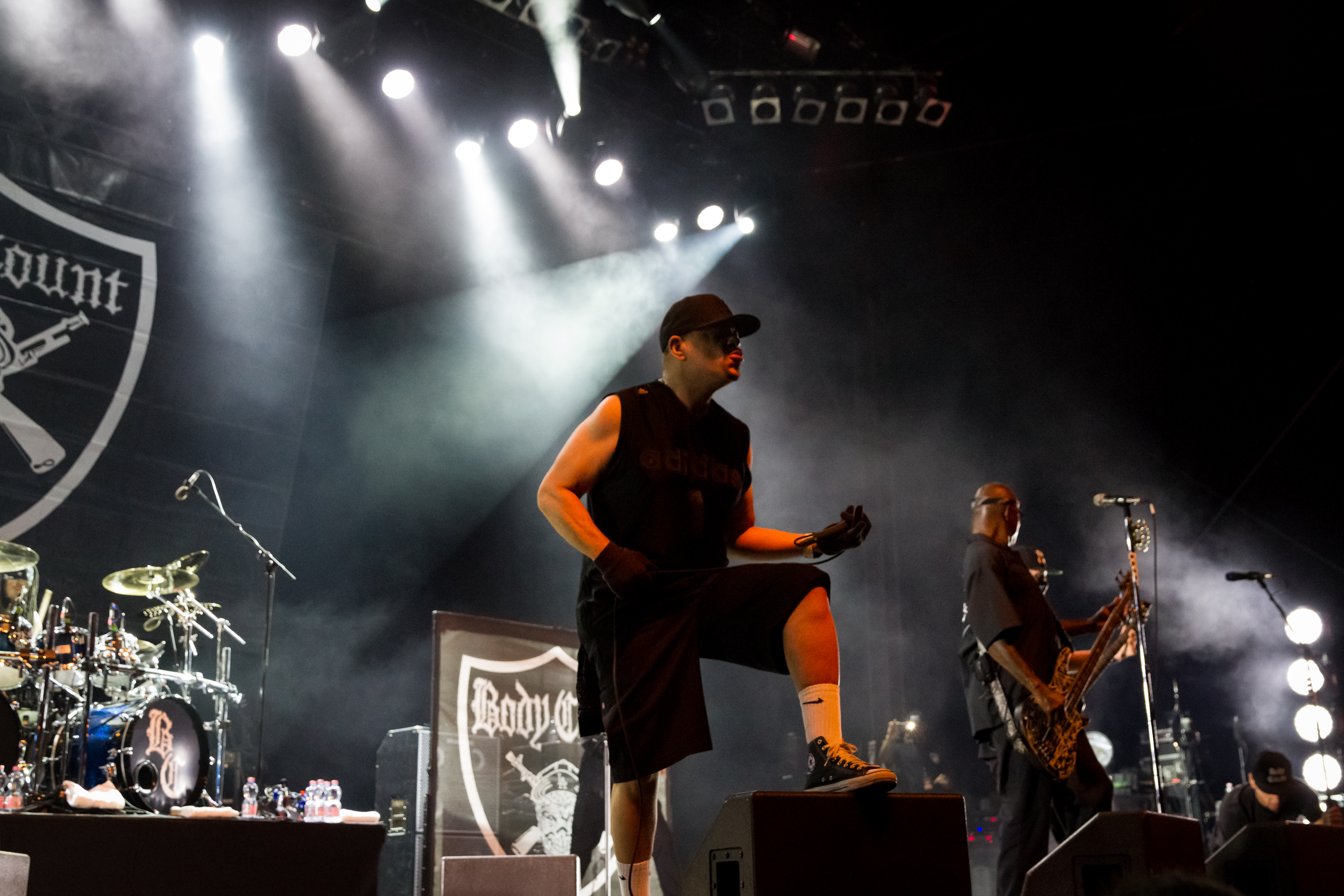
Body Count beim Rock am Ring (2015)

Dies ist eine Liste der aufgenommenen und veröffentlichten Lieder der US-amerikanischen Band Body Count. Sie gibt Auskunft über die Urheber und darüber, auf welchem Tonträger die Komposition erstmals zu finden ist, zudem finden sich bei einigen der Titel Anmerkungen zum Inhalt und zur Entstehung sowie weitere für die einzelnen Songs wesentliche Angaben. Die Liste enthält zudem Coverversionen von Songs anderer Musiker, die von Body Count neu aufgenommen und interpretiert wurden.

## Übersicht
Diese Liste umfasst alle Stücke, die die Band Body Count seit ihrer Gründung 1990 und ihrem Debütalbum 1992 veröffentlicht und veröffentlicht hat in alphabetischer Sortierung. Die Mehrzahl aller Stücke ist auf den insgesamt sieben offiziellen Studioalben Body Count (1992) bis Carnivore (2020) zu finden. Liveaufnahmen zusätzlicher Songs sind in der Liste nicht enthalten, da Body Count auf ihren Livealben und -Mitschnitten keine Songs aufnahm, die nicht zuvor oder später als Studioversion veröffentlicht wurden. In einigen Fällen erschienen einzelne Titel eines Albums bereits vorab als Singles oder Live-Aufnahmen, in diesen Fällen werden sie den jeweiligen Alben zugeordnet. Hinzu kommen einzelne Coverversionen von Stücken anderer Künstler, die von Body Count neu interpretiert und aufgenommen wurden. Ebenfalls aufgenommen sind für Hip-Hop-Alben typische so genannte Skits und andere gesprochene Titel ohne musikalische Begleitung, die als Intros und Zwischenstücke genutzt werden.

## Erläuterungen zur Liste
In den Spalten der Tabelle sind neben dem Titel der Veröffentlichung, den Namen der Autoren und dem Titel des Albums (oder alternativer Tonträger), auf dem die Band Body Count erstmals eine Version des Titels veröffentlichte, die Zeitdauer des Titels in Minuten und Sekunden auf dem genannten Album, das Jahr der Erstveröffentlichung und Anmerkungen zum Titel angegeben.
Der Autor oder die Autoren des jeweiligen Titels haben sowohl die Musik (M) komponiert als auch den Liedtext (T) geschrieben, sofern nicht anders angegeben.
Die Tabelle ist per Voreinstellung alphabetisch nach dem Titel des Musikstücks sortiert. Darüber hinaus kann sie nach den anderen Spalten durch Anklicken der kleinen Pfeile im Tabellenkopf auf- oder absteigend sortiert werden.

## Liste der Veröffentlichungen
| Titel                           | Autor / Autoren                                                  | Album / Tonträger                                | Dauer | Jahr      | Belege / Anmerkungen |
| ------------------------------- | ---------------------------------------------------------------- | ------------------------------------------------ | ----- | --------- | --- |
| 99 Problems BC                  | Ice-T                                                            | Manslaughter                                     | 3:42  | 2014      | Es handelt sich um eine Body-Count-Version des Songs 99 Problems in zwei Versionen, das ursprünglich von Ice-T stammt und 1993 auf seinem Album Home Invasion veröffentlicht und später von dem Rapper Jay-Z gesampelt und hier wieder aufgegriffen wurde. |
| 99 Problems BC (Remix)          | Ice-T                                                            | Manslaughter                                     | 3:22  | 2014      | |
| A Statistic                     | Ernie C, Ice-T                                                   | Body Count                                       | 0:06  | 1992      | Ein handelt sich um einen kurzen gesprochenen Skit ohne musikalische Begleitung. |
| Ace of Spades                   | Lemmy Kilmister, Motörhead                                       | Carnivore                                        | 3:00  | 2020      | Es handelt sich um eine Coverversion des Liedes Ace of Spades von Motörhead, die dem verstorbenen Lemmy Kilmister gewidmet ist. |
| All Love is Lost                | Ice-T, Vincent Price, William Putney                             | Bloodlust                                        | 3:37  | 2017      | featuring Max Cavalera von der Band Soulfly und Ex-Sepultura |
| Another Level                   | Body Count                                                       | Carnivore                                        | 4:12  | 2020      | featuring Jamey Jasta von Hatebreed |
| Back to Rehab                   | Ernie C, Ice-T, Vincent Price, Will Putney                       | Manslaughter                                     | 3:27  | 2014      | |
| Bitch in the Pit                | Ernie C, Ice-T, Vincent Price                                    | Manslaughter                                     | 3:01  | 2014      | |
| Black Hoodie                    | Ernie C, Juan Garcia, Ice T, Vincent Price, William Putney       | Bloodlust                                        | 3:30  | 2017      | In dem Lied Black Hoodie wird der Refrain des Songs Sound of da Police von KRS-One, „Woop, woop, that’s the sound of da police“, von 1993 mehrfach verwendet und zitiert. Mit diesem Lied wurde Body Count für den Grammy-Award für die beste Metal-Darbietung 2018 nominiert und spielten diesen live bei der Grammy-Verleihung. |
| Black Voodoo Sex                | Ernie C, Ice-T, Vincent Price                                    | Manslaughter                                     | 4:00  | 2014      | |
| Bloodlust                       | Ernie C, Monte Lee Pittman, Ice T, Vincent Price, William Putney | Bloodlust                                        | 3:35  | 2017      | |
| Body Count                      | Ernie C, Ice-T                                                   | Body Count                                       | 5:18  | 1992      | |
| Body Count Anthem               | Ernie C, Ice-T                                                   | Body Count                                       | 2:46  | 1992      | |
| Body Count’s in the House       | Ernie C, Ice-T                                                   | Body Count                                       | 3:24  | 1992      | |
| Body M/F Count                  | Ernie C, Ice-T                                                   | Born Dead                                        | 2:14  | 1994      | |
| Born Dead                       | Ernie C, Ice-T, D-Roc, Mooseman                                  | Born Dead                                        | 5:59  | 1994      | |
| Bowels of the Devil             | Ernie C, Ice-T                                                   | Body Count                                       | 3:43  | 1992      | |
| Bring it to Pain                | T: Ice-T M: Body Count                                           | Violent Demise: The Last Days                    | 4:27  | 1997      | |
| Bum-Rush                        | Body Count                                                       | Carnivore                                        | 3:24  | 2020      | Mit diesem Lied gewann Body Count den Grammy-Award für die beste Metal-Darbietung 2021. |
| C Note                          | Ernie C, Ice-T                                                   | Body Count                                       | 1:35  | 1992      | |
| Carnivore                       | Body Count                                                       | Carnivore                                        | 3:11  | 2020      | |
| Civil War                       | Ernie C, Ice-T, Dave Mustaine                                    | Bloodlust                                        | 4:23  | 2017      | featuring Dave Mustaine von der Band Megadeth |
| Colors 2020                     | Ice-T                                                            | Carnivore                                        | 4:26  | 2020      | Es handelt sich um eine Coverversion des Rap-Songs Colors von Ice-T aus dem Jahr 1988. |
| Cop Killer                      | Ernie C, Ice-T                                                   | Body Count                                       | 4:09  | 1992      | Aufgrund des Liedes Cop Killer, einem Lied gegen Polizeigewalt, stand die Band nach der Veröffentlichung des Albums in der Kritik, zur Gewalt gegen die Polizei aufzurufen und damit Rassenunruhen anzustacheln. Das Album wurde von der Plattenfirma zurückgezogen und neu veröffentlicht, wobei das Lied und dessen Intro Out in the Parking Lot durch das neu aufgenommene Freedom of Speech ersetzt wurde.                                                       |
| D Rocs (R.I.P.)                 | Body Count                                                       | Murder 4 Hire                                    | 4:04  | 2006      | Bei dem Lied handelt es sich um einen Musikalischen Nachruf auf D-Roc, der während der Aufnahmen zum Album an Krebs verstarb. |
| Dead Man Walking                | T: Ice-T M: Body Count                                           | Violent Demise: The Last Days                    | 4:49  | 1997      | |
| Dirty Bombs                     | Body Count                                                       | Murder 4 Hire                                    | 3:45  | 2006      | |
| Down in the Bayou               | Body Count                                                       | Murder 4 Hire                                    | 3:34  | 2006      | |
| Don’t Call me Nigger, Whitey    | Sly & the Family Stone                                           | Trademark Of Quality                             | 3:34  | 1992      | Es handelt sich um eine Coverversion und Neuinterpretation des Liedes Don’t Call me Nigger, Whitey von Sly & the Family Stone. Das Lied wurde zusammen mit der Band Jane’s Addiction für den Sampler Trademark Of Quality aufgenommen. |
| Dr. K                           | T: Ice-T M: Body Count                                           | Violent Demise: The Last Days                    | 2:48  | 1997      | |
| Drive By                        | Ice-T, Mooseman                                                  | Born Dead                                        | 1:26  | 1994      | |
| Enter the Dark Side             | Ernie C, Ice-T, Vincent Price                                    | Manslaughter                                     | 3:32  | 2014      | |
| Ernie’s Intro                   | T: Ice-T M: Body Count                                           | Violent Demise: The Last Days                    | 0:15  | 1997      | Ein handelt sich um einen kurzen gesprochenen Skit ohne musikalische Begleitung. |
| Evil Dick                       | Ernie C, Ice-T                                                   | Body Count                                       | 3:59  | 1992      | |
| Freedom of Speech               | Ice-T                                                            | Body Count                                       | 2:52  | 1992      | Nachdem die Plattenfirma das zensierte Album vom Markt genommen hatte, wurde es erneut veröffentlicht. Der in der Kritik befindliche Song Cop Killer und dessen Intro Out in the Parking Lot wurden dabei durch Freedom Of Speech ausgetauscht, in dem Jello Biafra als Gastsänger auftritt. Das Lied enthält prominent einen Sample von Jimi Hendrix’ Foxy Lady und zitiert zusätzlich Tales from the Trial von Jello Biafra, produziert wurde es von Afrika Islam. |
| Get a Job                       | Ernie C, Ice-T, Vincent Price                                    | Manslaughter                                     | 3:03  | 2014      | |
| God, Please Believe Me          | Ernie C, Ice T, William Putney                                   | Bloodlust                                        | 1:23  | 2017      | |
| Here I Go Again                 | Ice T, William Putney                                            | Bloodlust                                        | 3:32  | 2017      | |
| Hey Joe                         | Billy Roberts                                                    | Stone Free (A Tribute To Jimi Hendrix) Born Dead | 4:28  | 1993 1994 | Bei Hey Joe handelt es sich um eine Cover-Version des gleichnamigen Liedes von Jimi Hendrix, die zuerst auf dem Tribute-Kompilationsalbum Stone Free (A Tribute To Jimi Hendrix) veröffentlicht wurde. |
| I Used to Love Her              | T: Ice-T M: Body Count                                           | Violent Demise: The Last Days                    | 3:16  | 1997      | |
| I Will Always Love You          | Ernie C, Ice-T, Vincent Price                                    | Manslaughter                                     | 5:01  | 2014      | |
| In My Head                      | Body Count                                                       | Murder 4 Hire                                    | 4:04  | 2006      | |
| Institutionalized 2014          | Louis Mayorga, Mike Muir, Ice-T                                  | Manslaughter                                     | 3:03  | 2014      | Bei Institutionalized 2014 handelt es sich um eine Cover-Version des Liedes Institutionalized von Suicidal Tendencies. |
| Interview                       | T: Ice-T                                                         | Violent Demise: The Last Days                    | 1:08  | 1997      | Bei dem Intro zu dem dritten Album handelt es sich um ein gestelltes Interview eines Rockradio-Moderators mit Ice-T, der das letzte Album der Band kritisiert. Es ist gesprochen ohne musikalische Begleitung. |
| Interview End                   | T: Ice-T                                                         | Violent Demise: The Last Days                    | 0:21  | 1997      | Ein handelt sich um einen kurzen gesprochenen Skit ohne musikalische Begleitung. Dieser setzt an das Interview als Intro des Albums an und ist zugleich das Intro für das folgende You’re F**kin’ with BC. |
| Invincible Gangsta              | Body Count                                                       | Murder 4 Hire                                    | 3:59  | 2006      | featuring Trigger Tha Gambler |
| Killin’ Floor                   | Ice-T, D-Roc                                                     | Born Dead                                        | 2:30  | 1994      | |
| KKK Bitch                       | Ernie C, Ice-T                                                   | Body Count                                       | 2:52  | 1992      | |
| Last Breath                     | Ernie C, Ice-T                                                   | Born Dead                                        | 5:18  | 1994      | |
| Last Days                       | T: Ice-T M: Body Count                                           | Violent Demise: The Last Days                    | 6:03  | 1997      | |
| Lies                            | Body Count                                                       | Murder 4 Hire                                    | 4:24  | 2006      | |
| Manslaughter                    | Ernie C, Ice-T, Vincent Price                                    | Manslaughter                                     | 3:27  | 2014      | |
| Masters of Revenge              | Ice-T, D-Roc                                                     | Born Dead                                        | 2:14  | 1994      | |
| Momma’s Gotta Die Tonight       | Ernie C, Ice-T                                                   | Body Count                                       | 6:10  | 1992      | |
| Mr. C’s Theme                   | Body Count                                                       | Murder 4 Hire                                    | 3:02  | 2006      | Bei dem Stück handelt es sich um ein Instrumentalstück, bei dem vor allem die Gitarre von Ernie C im Vordergrund steht. |
| Murder 4 Hire                   | Body Count                                                       | Murder 4 Hire                                    | 3:26  | 2006      | |
| Music Business                  | T: Ice-T M: Body Count                                           | Violent Demise: The Last Days                    | 0:12  | 1997      | Ein handelt sich um einen kurzen gesprochenen Skit ohne musikalische Begleitung. |
| My Way                          | T: Ice-T M: Body Count                                           | Violent Demise: The Last Days                    | 3:11  | 1997      | |
| No Lives Matter                 | Ice T, Vincent Price, Will Ill, William Putney                   | Bloodlust                                        | 4:23  | 2017      | No Lives Matter ist ein Song, der sich auf Polizeigewalt gegen Schwarze richtet; er bezieht sich dabei direkt auf die Black-Lives-Matter-Bewegung und reagiert auf deren Entgegnung All Lives Matter. Das Lied enthält gesprochene Nachrichtensequenzen von Jackie Kajzer und dem Musiker Jason Charles Miller. |
| No Remorse                      | Ice-T                                                            | Carnivore                                        | 3:13  | 2020      | |
| Now Sports                      | Ernie C, Ice-T                                                   | Body Count                                       | 0:04  | 1992      | Ein handelt sich um einen kurzen gesprochenen Skit ohne musikalische Begleitung. |
| Necessary Evil                  | Mooseman                                                         | Born Dead                                        | 3:59  | 1994      | |
| Oprah                           | Ernie C, Ice-T                                                   | Body Count                                       | 0:06  | 1992      | Ein handelt sich um einen kurzen gesprochenen Skit ohne musikalische Begleitung. Die Werbeeinspielung zur Fernsehsendung The Oprah Winfrey Show ist zudem das Intro für das folgende Evil Dick. |
| Out in the Parking Lot          | Ernie C, Ice-T                                                   | Body Count                                       | 0:30  | 1992      | Ein handelt sich um einen kurzen gesprochenen Skit ohne musikalische Begleitung, die Ice-T dem Los Angeles Police Department. Zugleich ist es das Intro für Cop Killer und wurde entsprechend bei der Neuauflage des Albums gemeinsam mit Cop Killer durch Freedom of Speech ersetzt. |
| Point the Finger                | Body Count                                                       | Carnivore                                        | 2:39  | 2020      | featuring Riley Gale von Power Trip |
| Pop Bubble                      | Ernie C, Ice-T, Vincent Price, Will Putney                       | Manslaughter                                     | 3:03  | 2014      | featuring Jamey Jasta |
| Pray for Death                  | Ernie C, Ice-T, Vincent Price, Will Putney                       | Manslaughter                                     | 3:42  | 2014      | |
| Raining Blood / Postmortem 2017 | Jeff Hannemann, Kerry King                                       | Bloodlust                                        | 4:32  | 2017      | Bei Raining Blood handelt es sich um eine Cover-Version des gleichnamigen Liedes von Slayer, geschrieben von Jeff Hannemann und Kerry King. Es ist dem verstorbenen Hannemann gewidmet. |
| Relationships                   | Body Count                                                       | Murder 4 Hire                                    | 4:30  | 2006      | |
| Root of all Evil                | T: Ice-T M: Body Count                                           | Violent Demise: The Last Days                    | 4:23  | 1997      | |
| Shallow Graves                  | Ernie C, Ice-T, D-Roc                                            | Born Dead                                        | 4:12  | 1994      | |
| Smoked Pork                     | Ernie C, Ice-T                                                   | Body Count                                       | 0:47  | 1992      | Smoked Pork ist das Intro des ersten Albums Body Count. Es handelt sich um eine gesprochene Sequenz und zugleich um das Intro für das danach folgende Body Count’s in the House. |
| Street Lobotomy                 | Ice-T, D-Roc                                                     | Born Dead                                        | 2:24  | 1994      | |
| Strippers                       | T: Ice-T M: Body Count                                           | Violent Demise: The Last Days                    | 4:33  | 1997      | |
| Strippers Intro                 | T: Ice-T                                                         | Violent Demise: The Last Days                    | 0:13  | 1997      | Ein handelt sich um einen kurzen gesprochenen Skit ohne musikalische Begleitung und ist zugleich das Intro für das folgende Strippers. |
| Surviving the Game              | Ernie C, Ice-T, Mooseman                                         | Born Dead                                        | 5:41  | 1994      | |
| Talk Shit, Get Shot             | Ernie C, Ice-T, Vincent Price, Will Putney                       | Manslaughter                                     | 3:48  | 2014      | |
| The End Game                    | Body Count                                                       | Murder 4 Hire                                    | 4:13  | 2006      | |
| The Hate Is Real                | Ice-T                                                            | Carnivore                                        | 4:01  | 2020      | |
| The Passion of Christ           | Body Count                                                       | Murder 4 Hire                                    | 3:11  | 2006      | |
| The Real Problem                | Ernie C, Ice-T                                                   | Body Count                                       | 0:11  | 1992      | |
| The Ski Mask Way                | Ernie C, Ice-T, Vincent Price, William Putney                    | Bloodlust                                        | 3:36  | 2017      | featuring Jason Charles Miller von der Band Godhead |
| The Winner Loses                | Ernie C, Ice-T                                                   | Body Count                                       | 6:32  | 1992      | |
| Thee Critical Beatdown          | Ice-T                                                            | Carnivore                                        | 3:12  | 2020      | |
| There Goes the Neighborhood     | Ice-T                                                            | Body Count                                       | 5:50  | 1992      | |
| This Is Why We Ride             | Ernie C, Marlon David Coyle, Ice-T, Vincent Price                | Bloodlust                                        | 5:27  | 2017      | |
| Truth or Death                  | T: Ice-T M: Body Count                                           | Violent Demise: The Last Days                    | 3:14  | 1997      | |
| Violent Demise                  | T: Ice-T M: Body Count                                           | Violent Demise: The Last Days                    | 3:43  | 1997      | |
| Voodoo                          | Ernie C, Ice-T                                                   | Body Count                                       | 5:00  | 1992      | |
| Walk With Me …                  | Randy Blythe, Ice-T, Vincent Price, William Putney               | Bloodlust                                        | 4:32  | 2017      | featuring Randy Blythe von Lamb of God. |
| Wanna Be a Gangsta              | Ernie C, Ice-T, Vincent Price                                    | Manslaughter                                     | 3:46  | 2014      | |
| When I’m Gone                   | Ice-T                                                            | Carnivore                                        | 4:36  | 2020      | Das Lied When I’m Gone, bei dem Amy Lee von Evanescence die Gesangsstimme übernahm, schrieb Ice-T als Tribute für den 2019 ermordeten Rapper Nipsey Hussle. |
| Who Are You                     | Ernie C, Ice-T                                                   | Born Dead                                        | 3:48  | 1994      | |
| You Don’t Know Me (Pain)        | Body Count                                                       | Murder 4 Hire                                    | 4:12  | 2006      | |
| You’re F**kin’ with BC          | T: Ice-T M: Body Count                                           | Violent Demise: The Last Days                    | 3:28  | 1997      | |

## Belege
1. 1 2 3 4 5 6 7 8 9 10 11 12 13 14  
Body Count – Manslaughter, Album auf discogs.com; abgerufen am 9. August 2020.
2. 1 2 3 4 5 6 7 8 9 10 11 12 13 14 15 16 17 18  
Body Count – Body Count, Album auf discogs.com; abgerufen am 9. August 2020.
3. 1 2 3 4 5 6 7 8 9 10  
Body Count – Carnivore, Album auf discogs.com; abgerufen am 9. August 2020.
4. 1 2 3 4 5 6 7 8 9 10 11  
Body Count – Bloodlust, Album auf discogs.com; abgerufen am 9. August 2020.
5. ↑  
Body Count – Black Hoodie auf cover.info; abgerufen am 9. August 2020.
6. ↑  
Renée Fabian: Body Count Perform "Black Hoodie" | 2018 GRAMMYs auf grammy.com, 28. Januar 2018; abgerufen am 10. Juli 2021.
7. 1 2 3 4 5 6 7 8 9 10 11 12  
Body Count – Born Dead, Album auf discogs.com; abgerufen am 9. August 2020.
8. 1 2 3 4 5 6 7 8 9 10 11 12 13 14 15 16  
Body Count – Violent Demise: The Last Days, Album auf discogs.com; abgerufen am 9. August 2020.
9. ↑  
Lothar Gerber: Body Count gewinnen Grammy für ‘Bum-Rush’ auf metal-hammer.de, 15. März 2021; abgerufen am 10. Juli 2021.
10. 1 2 3 4 5 6 7 8 9 10 11 12  
Body Count – Murder 4 Hire, Album auf discogs.com; abgerufen am 9. August 2020.
11. ↑  
Trademark Of Quality, Album auf discogs.com; abgerufen am 10. Juli 2021.
12. 1 2 3  
Body Count – Body Count, Neuauflage des Albums auf discogs.com; abgerufen am 9. August 2020.
13. ↑  
Body Count & Ice-T & Jello Biafra – Freedom of Speech auf cover.info; abgerufen am 9. August 2020.
14. 1 2  
Various – Stone Free (A Tribute To Jimi Hendrix) bei Discogs; abgerufen am 3. August 2020.